# Expressividade
Em genética, expressividade é o grau em que um fenótipo é expresso por indivíduos que possuem um genótipo particular. A expressividade está relacionada com a intensidade de um determinado fenótipo; difere da penetrância, que se refere à proporção de indivíduos com um determinado genótipo que realmente expressam o fenótipo.

## Expressividade variável
A expressividade variável refere-se ao grau em que um genótipo é fenotipicamente expresso. Por exemplo, várias pessoas com a mesma doença podem ter o mesmo genótipo, mas uma pode expressar sintomas mais graves, enquanto outra portadora pode parecer normal. Essa variação na expressão pode ser afetada por genes modificadores, fatores epigenéticos ou pelo ambiente. Os genes modificadores podem alterar a expressão de outros genes de forma aditiva ou multiplicativa. Ou seja, o fenótipo observado pode ser o resultado da soma ou multiplicação de dois alelos diferentes. No entanto, também pode ocorrer uma redução na expressão em que o lócus primário, onde o fenótipo é expresso, é afetado. Fatores epigenéticos, como elementos cis-regulatórios, também podem causar variabilidade na expressão induzindo variação na abundância de transcritos.

## Exemplos

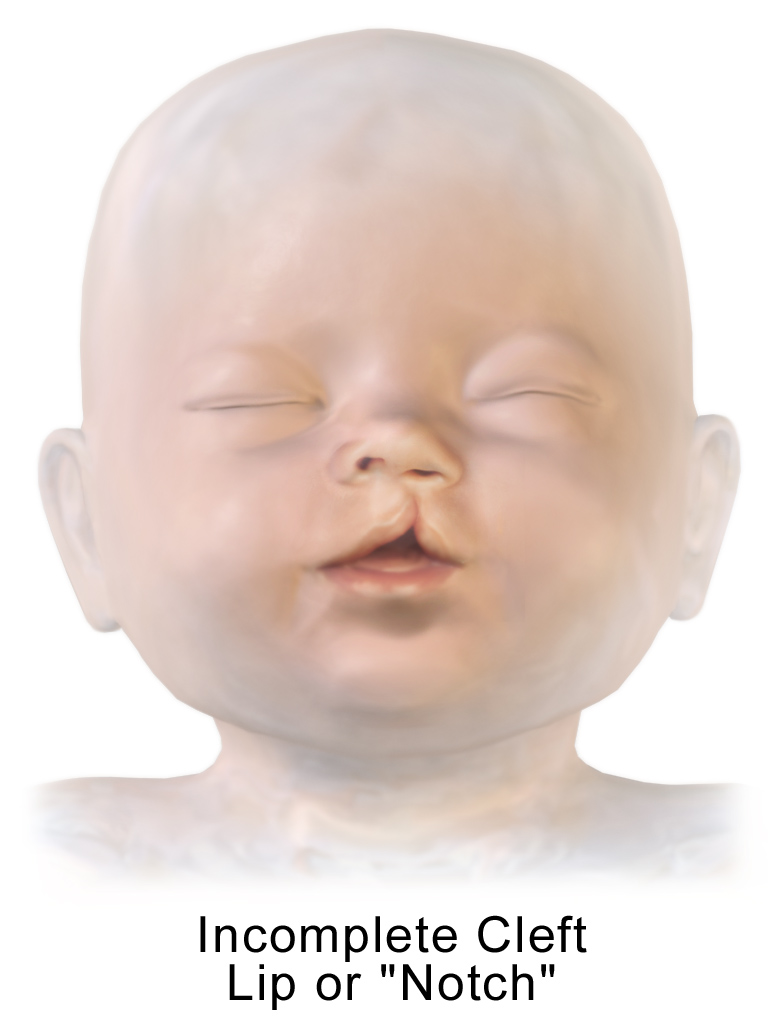
Figura 2: Exemplo de lábio leporino visto como resultado da síndrome de Van der Woude

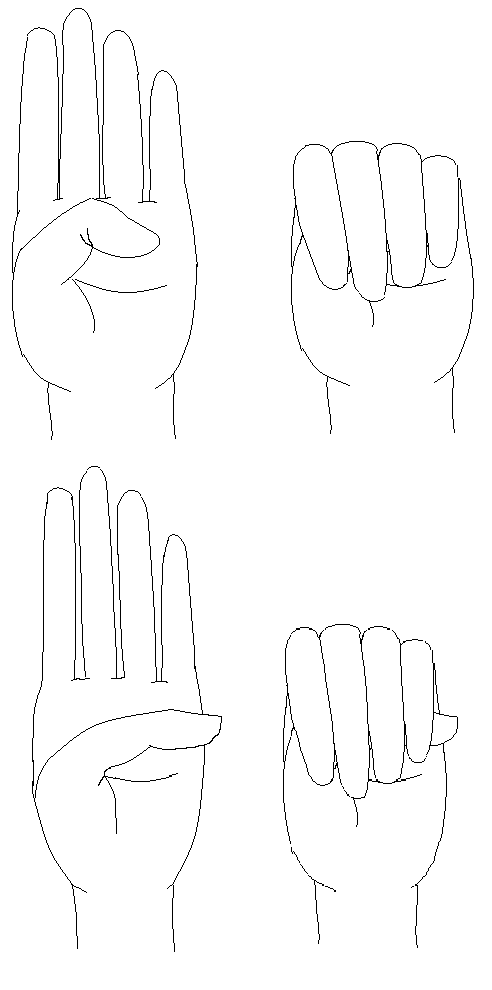
Figura 1: Indivíduos afetados geralmente têm dedos mais longos do que aqueles que não têm a síndrome. A extremidade da diferença no comprimento do dedo é resultado da expressividade variável

Três síndromes comuns que envolvem variabilidade fenotípica devido à expressividade incluem: síndrome de Marfan, síndrome de Van der Woude e neurofibromatose.
As características da síndrome de Marfan variam amplamente entre os indivíduos. A síndrome afeta o tecido conjuntivo do corpo e tem um espectro de sintomas que vão desde o envolvimento ósseo e articular leve até formas neonatais graves e doenças cardiovasculares. Essa diversidade de sintomas é resultado da expressividade variável do gene FBN1 encontrado no cromossomo 15 (veja a figura 1). O produto do gene está envolvido na montagem adequada de microfibrilas.
A síndrome de Van der Woude é uma condição que afeta o desenvolvimento da face, especificamente um lábio leporino (ver figura 2), fenda palatina ou ambos. Portadores da mutação também podem ter depressões perto do centro do lábio inferior, que podem parecer úmidas devido à presença de glândulas salivares. Os fenótipos resultantes expressos variam significativamente entre os indivíduos. Essa variação pode ser tão ampla que um estudo publicado pelo Departamento de Ortodontia da Universidade de Atenas mostrou que alguns indivíduos não sabiam que possuíam o genótipo para essa condição até serem testados.
A neurofibromatose (NF1), também conhecida como doença de Von Recklinghausen, é um distúrbio genético causado por uma mutação no gene da neurofibromina NF1 no cromossomo 17. Uma mutação de perda de função no gene supressor de tumor pode causar tumores nos nervos chamados neurofibromas. Estes aparecem como pequenos inchaços sob a pele. É estipulado que a variação fenotípica é resultado de modificadores genéticos não ligados.